# Nicholas R. Oleson
Nicholas Ross Oleson, auch Nicholas Oleson und Nick Oleson, (* 23. Februar 1966 in Wisconsin; † 2. Juni 1997 in Kalifornien) war ein US-amerikanischer Schauspieler.

## Leben
Auffällig war seine beachtliche Körpergröße von 2,03 m. Im deutschsprachigen Raum kennt man ihn u. a. aus dem Film American History X, in dem er den Mitgefangenen von Derek (Edward Norton) spielt, und aus dem Film Bloodsport 3. In manchen Episoden von Fernsehserien wie Baywatch spielte er sich auch selbst. Er starb im Jahr 1997 an einem Herzinfarkt.

## Filmografie (Auswahl)
- 1997: Bloodsport 3 (Bloodsport III)
- 1997: Heart of Stone (Back in Business)
- 1998: Grenzenlos (Without Limits)
- 1998: American History X
- 1999: Eating L.A.